# ФК Ерготелис
ФК „Ерготелис“ (на гръцки: Εργοτέλης) е футболен клуб от Ираклио - най-големия град на остров Крит, Гърция. Самото име на клуба идва от известния древен олимпийски критски бегач Ерготелес.

## История
Основан е на 7 юли 1929 г. в Ираклио като аматьорски клуб на критските футболисти. Играе в регионалните шампионати, докато аматьорският и професионалният футбол в Гърция се сливат. Оттогава играе в четвъртата и няколко сезона в трета дивизия. През 2003 г. клубът печели промоция за Бета Етники и не губи време и на следващия сезон започва да се подвизава в Суперлигата. Отборът не успява да издържи и изпада. Но тимът се връща обратно в елита и от 2006 г. не е изпадал.
Отборът е силен финансово и звезди като Бето и Марис Верпаковски играят в него. На 29 октомври 2008 г. клубът постига най-важната си победа, побеждавайки „Панатинайкос“ на Олимпийския стадион в Атина с 3-2. Клубът отпразнува своята 80-годишнина, смазвайки гръцкия шампион „Олимпиакос“ с 5-0 - една от най-лошите загуби на отбора от Пирея - резултатът довежда до уволнението на тогавашния треньор Темури Кецебая.

## Български футболисти
- Галин Иванов: 2004 - (7 мача/0 гола)
- Георги Марков: 2005/06 - (25 мача/4 гола)